# یون ته‌جو
این یک نام کره‌ای است؛ نام خانوادگی یون است.
یون ته‌جو (کره‌ای: 연태조; هانجا: 淵太祚؛ ؟ ~ ۶۱۶ میلادی) مانگنیجی (نخست وزیر) امپراتوری گوگوریو در زمان امپراتوری پیونگ‌وون و یونگ‌یانگ بود. او پدر یون گه‌سومون بود، و شناخته شده بود که در کنار ژنرال اولجی موندوک موضعی تهاجمی علیه دودمان سوئی اتخاذ کرده بودند.

## پیش‌زمینه
یون ته‌جو پسر مانگنیجی یون جایو و پدر یون گه‌سومون، یون جونگتو و یون سویون بود. او در طول زندگی خود ته‌ترو استان غربی گوگوریو و همچنین مانگنیجی گوگوریو پس از مرگ پدرش بود.

## جنگ‌های گوگوریو–سویی
پس از پیروزی گوگوریو بر سویی ، درگیری درون دربار گوگوریو رخ داد. جناح شمال که به شدت مخالف سوئی بود و جناح جنوبی که طرفدار صلح با سوئی بود، بر سر اینکه آیا گوگوریو باید از اشتغال سوئی به شورش یانگ ژوانگان استفاده کند یا نه، با هم اختلاف پیدا کردند. جناح شمال متشکل از یون ته‌جو، اولجی موندوک و مقامات نظامی بود، در حالی که جناح جنوبی متشکل از شاهزاده گو گونمو و مقامات علمی بود. سرانجام جناح جنوبی پیروز شد و یون ته‌جو تلاش کرد تا موقعیت خود را به پسر بزرگش یون گه‌سومون منتقل کند، اما توسط اعتراضات دیگر ته‌ترو ها متوقف شد. این منجر به مرگ یون ته‌جو بدون دیدن جانشین مناسب برای موقعیت های خود شد.

## میراث
موقعیت یون ته‌جو به عنوان مانگنیجی به ژنرال اولجی موندوک و سرانجام به یون گه‌سومون داده شد. سمت ته‌ترو استان شرقی نیز به پسر بزرگ او داده شد. یون گه‌سومون بعداً کودتای را رهبری کرد که گو گونمو را که بیست و هفتمین پادشاه گوگوریو شده بود، سرنگون کرد.  یون گه‌سومون گوگوریو را در آخرین دوره شکوه پیش از فروپاشی آن درسال ۶۶۸ میلادی به دست تانگ رهبری کرد.

## تصویرسازی مدرن
- توسط پارک اینهوان درمجموعه تلوزیونی یون گه‌سومون، اس‌بی‌اس درسال ۲۰۰۶ به تصویر کشیده شد.

## جستار‌های وابسته
- سه پادشاهی کره
- گوگوریو
- جنگ‌های گوگوریو –سویی
- یون گه‌سومون

| پیشین: یون جایو | ته‌ترو استان غربی گوگوریو ؟ ~ ۶۱۶ میلادی | پسین: یون گه‌سومون  |
| پیشین: یون جایو | نخست‌وزیر گوگوریو ؟ ~ ۶۱۶ میلادی         | پسین: اولجی موندوک |